# Kenya Commercial Bank SC
Kenya Commercial Bank SC är en sportklubb från Nairobi, Kenya. Klubben grundades 1993 och har aktivitet i fotboll, rugby, volleyboll och basket. I volleyboll och basket har de både herr- och damlag, i övriga sporter herrlag. Deras lag spelar vanligen i respektive sports högsta division. 
Fotbollslaget spelar sedan 2019 i Kenyan Premier League. De vann FKF President's Cup (kenyanska cupen) 2004. Rugbylaget vann kenyanska cupen åren 2005-2007. Damvolleybollaget bildades 1989 och vann Women's African Club Championship 2006 och 2022; de spelar i KVF National League. Herrbasketlaget vann Kenyan Basketball Premier League 2001 och 2007.